# Bojišta (Bośnia i Hercegowina)
Bojišta (cyr. Бојишта) – wieś w Bośni i Hercegowinie, w Republice Serbskiej, w gminie Nevesinje. W 2013 roku liczyła 659 mieszkańców.